# Повстання хаято
Повстання хаято (яп. 隼人の反乱, хаято-но ханран) — повстання, яке підняли 720 року люди Хаято, що проживали в південній частині острова Кюсю, проти держави Ямато. Бої, що відбувались на цій невеликій території, закінчились поразкою сил хаято і держава Ямато встановила своє правління на південних територіях острова Кюсю.

## Причини повстання
В другій половині VII ст. південна частина острова Кюсю хоча й була під владою Ямато, але система влади не повністю охоплювала цю територію. Люди народів кумасо і хаято, розкидані багатьма окремими групами, зберігали недоторканими свої володіння. Імператорський двір намагався поширити на свою сферу впливу систему ріцурьо, але не дістав підтримки жителів півдня Кюсю. Це відбулось через те, що в основі системи ріцурьо лежало рисівництво, яке неможливо було пристосувати до непридатних для нього сірасу (білих вулканічних ґрунтів острова Кюсю).